# МР 3
Македонское Радио 3, сокращённо МР 3 — третья крупнейшая радиостанция Северной Македонии, вещавшая с 1979 по 2002 годы.

## История
Трансляция третьей радиопрограммы Республики Македонии началась 28 декабря 1979 к 35-летнему юбилею Радио Скопье. Вещание велось с 20:00 по 22:00 на средних и ультракоротких волнах на стереотехнике. Позднее время вещания расширили до 4 часов (вещание продолжалось до полуночи). Сетка вещания делилась на четыре части: информационно-политические, научные, культурные и музыкальные передачи. В 1992 году третья программа Радио Скопье была переименована в Радио Культура.
1 октября 1994 появился международный отдел Македонского Радио 3, в котором велось вещание на языках национальных меньшинств: на албанском в течение 8,5 часов в сутки, на турецком 5 часов в сутки и по полчаса на валашском, цыганском, сербском и боснийском языках.
15 января 2002 Радио 3 прекратило своё вещание.